# Patrick Le Gal

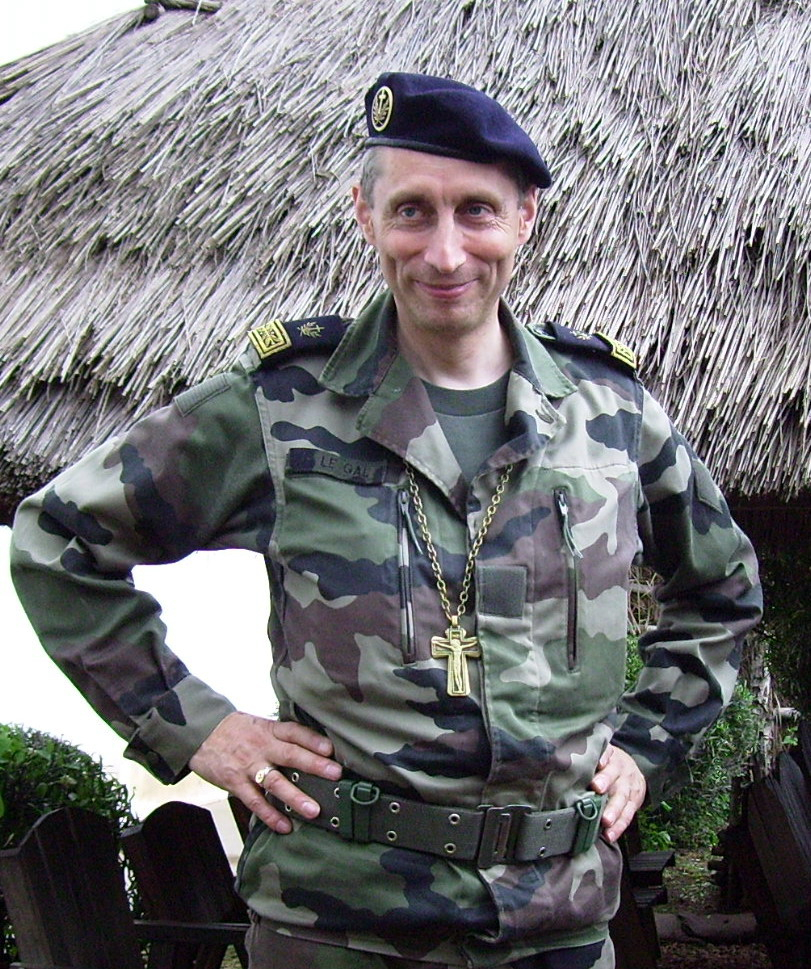
Patrick le Gal als Militärbischof

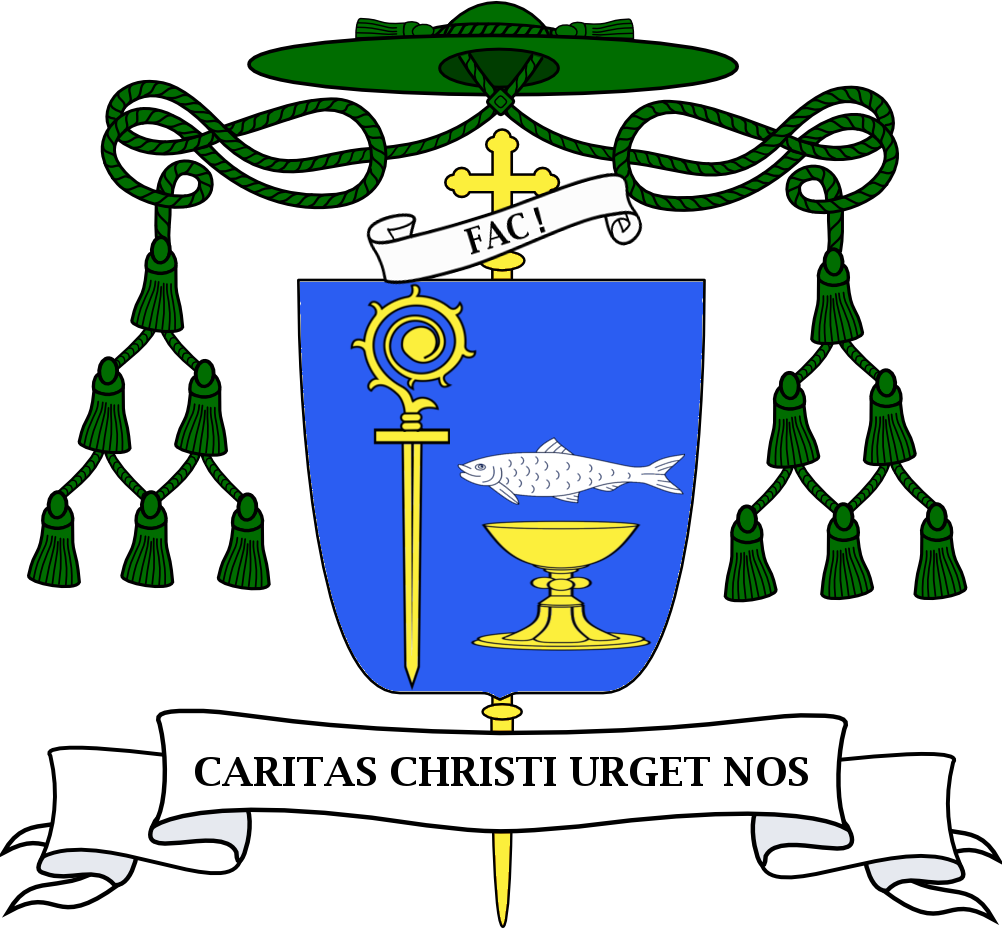
Bischofswappen

Patrick Le Gal (* 14. Januar 1953 in Ermont) ist ein französischer römisch-katholischer Geistlicher und Weihbischof in Lyon.

## Leben
Der Bischof von Lausanne, Genf und Freiburg, Pierre Mamie, weihte ihn am 21. März 1982 zum Diakon und der Bischof von Sitten, Henri Schwery, weihte ihn am 8. Dezember 1982 zum Priester.
Johannes Paul II. ernannte ihn am 12. September 1997 zum Bischof von Tulle. Die Bischofsweihe spendete ihm der Erzbischof von Bordeaux, Pierre Étienne Louis Kardinal Eyt, am 7. Dezember desselben Jahres; Mitkonsekratoren waren Léon Soulier, Bischof von Limoges, und Jean-Charles Thomas, Bischof von Versailles. Als Wahlspruch wählte er Caritas Christi urget nos („Die Liebe Christi treibt uns an“, wörtl. ‚drängt uns’).
Der Papst ernannte ihn am 23. Mai 2000 zum Militärbischof von Frankreich. Benedikt XVI. ernannte ihn am 7. Oktober 2009 zum Titularbischof von Arisitum und bestellte ihn zum Weihbischof in Lyon.